# 唐跃
唐跃（1956年5月—），男，1986年4月加入中国共产党，中华人民共和国地方政治人物。

## 生平
1974年3月参加工作，1974年至1978年下放长丰县曹庵公社，1978年至1982年在安徽师范大学中文系就读，毕业后留校任教。1983年调入安徽省艺术研究所从事文艺理论研究工作，先后担任艺术研究所《艺谭》编辑部编辑、副主任，艺术研究所理论室主任，艺术研究所副所长，艺术研究所所长、《安徽新戏》主编。1995年获批享受国务院特殊津贴。1996年转入行政岗位，担任安徽省文化厅艺术处处长。2007年任安徽省文联书记处书记、党组成员，2009年任安徽省文联副主席。2010年10月，任安徽省文化厅副厅长、党组成员。2016年退休，担任安徽省黄梅戏艺术发展基金会常务副理事长。